# Moni (Cypr)
Moni (gr. Μονή) – wieś w Republice Cypryjskiej, w dystrykcie Limassol. W 2011 roku liczyła 622 mieszkańców.